# Le Vampire du Sussex
Le Vampire du Sussex (The Adventure of the Sussex Vampire en version originale) est l'une des cinquante-six nouvelles d'Arthur Conan Doyle mettant en scène le détective Sherlock Holmes. Elle est parue pour la première fois dans la revue britannique Strand Magazine en janvier 1924, avant d'être regroupée avec d'autres nouvelles dans le recueil Les Archives de Sherlock Holmes (The Case-Book of Sherlock Holmes).

## Résumé

### Mystère initial
L'intrigue débute au 221B Baker Street à une date non indiquée. Sherlock Holmes et le docteur Watson portent leur attention sur une lettre adressée au détective, provenant d'un cabinet d'avocats. L'émetteur y explique avoir été contacté par Robert Ferguson au sujet d'une affaire de vampirisme qui ne relève pas des compétences du cabinet. Le cabinet explique avoir conseillé à Ferguson de contacter Holmes pour cette affaire. Le détective exprime à Watson son scepticisme et son amusement vis-à-vis d'une affaire de vampirisme qu'il ne prend pas au sérieux.
L'attention de Holmes et Watson se porte alors sur une deuxième lettre arrivée le même matin, écrite par Robert Ferguson lui-même. Ce dernier y expose sa délicate situation, tout en affirmant qu'il s'agit de la situation d'un ami à lui (un mensonge qui ne trompe pas Holmes). Il ressort de cette lettre que Robert Ferguson a épousé cinq ans auparavant une femme péruvienne en secondes noces, et qu'un bébé est né de cette union. Or, cette femme a un comportement parfois imprévisible et brutal. Elle a notamment violemment battu Jack Ferguson, le fils de 15 ans de Robert Ferguson né de son premier mariage. Beaucoup plus préoccupant, la nurse du bébé (Mme Mason) ainsi que Robert Ferguson lui-même ont surpris la mère du bébé en train de lui mordre le cou et de lui sucer le sang. Ferguson, désemparé, souhaite avoir recours aux services du détective pour éclairer l'affaire.

### Résolution
Robert Ferguson arrive le lendemain à Baker Street pour s'entretenir de vive voix avec Holmes et Watson. Il précise au détective que sa femme, incapable d'expliquer l'agression de son propre bébé, s'est réfugiée dans sa chambre en refusant tout dialogue avec son mari, et n'accepte que les visites de Dolores, sa femme de chambre. Sherlock Holmes, accompagné de Watson, décide de partir chez Ferguson qui réside dans le Sussex.
À ce stade de l'enquête, Holmes affirme avoir déjà compris toute l'affaire mais a besoin de vérifier que les faits correspondent à ses déductions pour en être sûr. Sur place, il rencontre notamment le jeune Jack qui montre une grande affection envers son père et une profonde haine envers sa belle-mère. Il apprend par ailleurs que le chien de la maison est devenu infirme et paralysé des jambres arrière en une seule nuit peu de temps auparavant. Watson parvient à être introduit dans la chambre de la femme péruvienne qui a besoin d'un médecin et constate son état de grande agitation physique et psychique.
Holmes, qui a suffisamment d'éléments pour résoudre l'affaire, fait porter un message à la femme péruvienne par Watson. Le message lui démontre que le détective a bien compris les tenants et les aboutissants de l'affaire et peut l'innocenter. La femme accepte alors de recevoir dans sa chambre son mari, Watson et Holmes. Ce dernier révèle alors à son auditoire que la femme péruvienne suçait le sang de son bébé pour aspirer un poison et lui sauver la vie. L'empoisonneur est Jack, qui ne supportait pas l'idée que l'affection de son père se porte envers cette seconde femme et un nouvel enfant. Pour empoisonner sa victime, Jack avait utilisé une petite fléchette empoisonnée, un artefact faisant partie d'une collection d'armes et d'instruments ramenés par la femme de Robert du Perou, et avait testé auparavant l'efficacité de cette méthode sur le chien de la famille pendant une nuit. La femme péruvienne acquiesce et explique qu'elle refusait d'expliquer la vérité à son mari qui avait une grande affection envers son premier fils et aurait refusé de croire à cette explication.
Holmes préconise simplement à Robert Ferguson d'envoyer son fils voyager en mer pendant un an pour résoudre la situation familiale conflictuelle, puis le détective et Watson quittent les lieux. De retour à Baker Street, Holmes écrit au cabinet d'avocats que l'affaire transmise est désormais close.

### Allusions à d'autres enquêtes
Au début de la nouvelle, Holmes évoque l'« affaire Matilda-Briggs », du nom d'un navire associé à cette affaire qu'il nomme aussi l'« affaire du rat géant de Sumatra », « une affaire pour laquelle le monde n'est pas encore prêt ». Cette affaire inédite du « rat géant de Sumatra » a connu une certaine postérité : de nombreuses allusions y ont été faites et le récit de cette affaire a été imaginé plusieurs fois.
Toujours au début du récit, Holmes fait par ailleurs une allusion à l'affaire relatée dans la nouvelle Le Gloria Scott.

## Adaptations
La nouvelle a été adaptée en 1993 dans un long métrage de la série télévisée Sherlock Holmes, avec Jeremy Brett dans le rôle de Sherlock Holmes. Le film, intitulé The Last Vampyre en version originale, a été traduit en français Le Vampire de Lamberley. Le scénario diffère assez fortement de l'intrigue d'origine, avec notamment l'introduction de nouveaux personnages et de plusieurs éléments plus tragiques.

## Livre audio en français
- Arthur Conan Doyle, Le Vampire du Sussex [« The Adventure of the Sussex Vampire »], Paris, La Compagnie du Savoir, coll. « Les enquêtes de Sherlock Holmes », 2011 (EAN 3760002139562, BNF 42478514)Narrateur : Cyril Deguillen ; support : 1 disque compact audio ; durée : 43 min environ ; référence éditeur : La Compagnie du Savoir CDS108. Le nom du traducteur n'est pas indiqué.